# Eduardo Antonino Pestana

Eduardo Antonino Pestana

Eduardo Antonino Pestana (Câmara de Lobos, 5 de setembro de 1891 – Lisboa, 9 de abril de 1963) foi um intelectual e estudioso madeirense. Teve as ocupações de professor, advogado, jornalista, escritor, conferencista, filólogo e músico, além de se ter interessado pela investigação do folclore e das tradições do arquipélago da Madeira.

## Biografia
Nasceu na freguesia de Câmara de Lobos, a 5 de setembro de 1891, e faleceu em Lisboa, no dia 9 de abril de 1963. Era filho de António Pestana e de Carolina Angélica de Faria Pestana, sendo o mais velho de seis irmãos. Casou em primeiras núpcias com Maria Luzia de França Gonçalves e em segundas núpcias com Elvira Lúcia Gersão Pestana, de quem teve três filhos.
Fez o curso do seminário diocesano do Funchal (1902-1911) e frequentou o Liceu de Jaime Moniz (1911-1912). Partiu para Lisboa em 1912 e aí completou a sua formação com os cursos da Faculdade de Letras (de 1912 a 1917), da Escola Normal Superior (de 1917 a 1919) e da Faculdade de Direito (de 1913 a 1919). Acabou exercendo depois, em simultâneo, os ofícios de advogado e de professor liceal das disciplinas de português e de latim, primeiro no Funchal, de 1920 a 1926, depois na Horta, nos Açores, de 1926 a 1927, e na cidade de Faro, de 1927 a 1930.
Em 1926/1927 deslocou-se aos Estados Unidos onde, nos estados de Nova Iorque e da Califórnia, estudou a organização dos ensinos primário e liceal. De maio de 1930 a fevereiro de 1934 foi diretor dos Serviços do Ensino Secundário, em comissão de serviço, colaborando na reforma do ensino liceal do então ministro da Instrução Pública, Gustavo Cordeiro Ramos. Regressou depois ao ensino, nos liceus Gil Vicente e Pedro Nunes, em Lisboa.

## Obras
- A Igreja Católica e os Operários (1916);
- Ciência de Linguagem (1917);
- Do Ensino – da sua Reforma Geral e da Nova Metodologia do Latim (1919);
- Canto Antigo e Canto Novo (1928);
- A Procedência Obrigatória do Registo Civil e a Celebração do Casamento Religioso (1930);
- L’État Nouveau Portugais (1938);
- A Questão da Pessoa Humana (1941);
- O Natal Madeirense, Das Artes e da História da Madeira (1957);
- Ilha da Madeira, vol. I, Folclore Madeirense (1965);
- Ilha da Madeira, vol. II, Estudos Madeirenses (1970).[1][2]

## Largo Dr. Eduardo Antonino Pestana

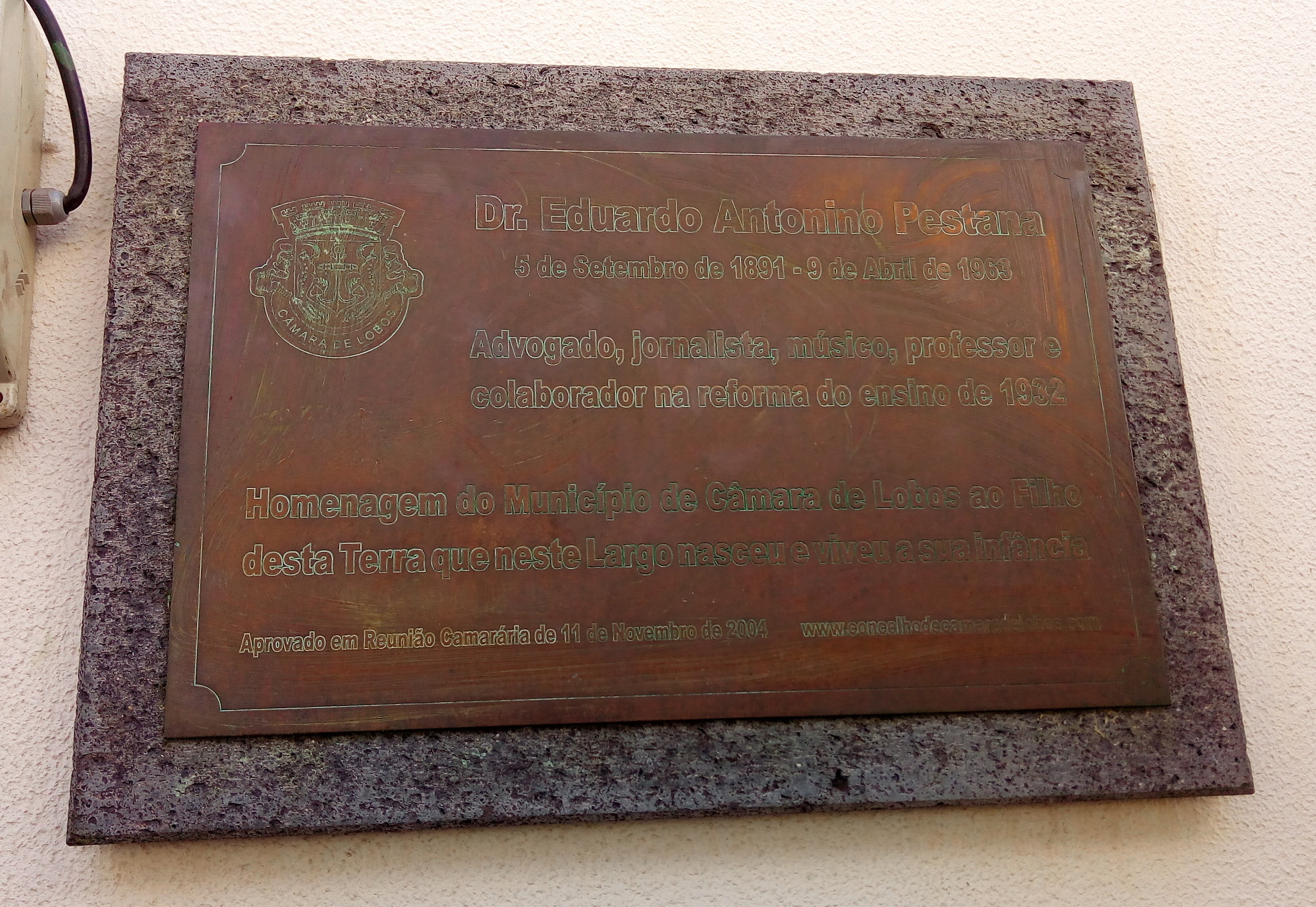
Placa em honra de Eduardo Antonino Pestana no Largo do Poço, em Câmara de Lobos

Em 23 de fevereiro de 1966, por deliberação da Câmara Municipal de Câmara de Lobos, o Largo do Poço, no centro da cidade, viu o seu nome oficial alterado para Largo Dr. Eduardo Antonino Pestana, apesar de a anterior denominação se ter mantido sempre como a mais popular. A placa toponímica seria descerrada no dia 26 de agosto de 1966, após uma sessão solene pública nos paços do concelho.
Em março de 1996, com as obras de remodelação da rede de saneamento básico na baixa da cidade de Câmara de Lobos, a placa toponímica com a designação de Largo Dr. Eduardo Antonino Pestana foi retirada e, acabadas as intervenções, substituída por uma com a designação de Largo do Poço. Em 11 de novembro de 2004, depois de remetida uma carta de uma familiar de Antonino Pestana a solicitar a reposição da placa, a Câmara revogou a decisão de 1966 da alteração do nome do largo, voltando a denominá-lo Largo do Poço, ao mesmo tempo que deliberou a afixação de uma placa alusiva a Pestana no prédio onde nasceu e viveu parte da infância, naquele largo.